# Brama Poznańska w Gnieźnie

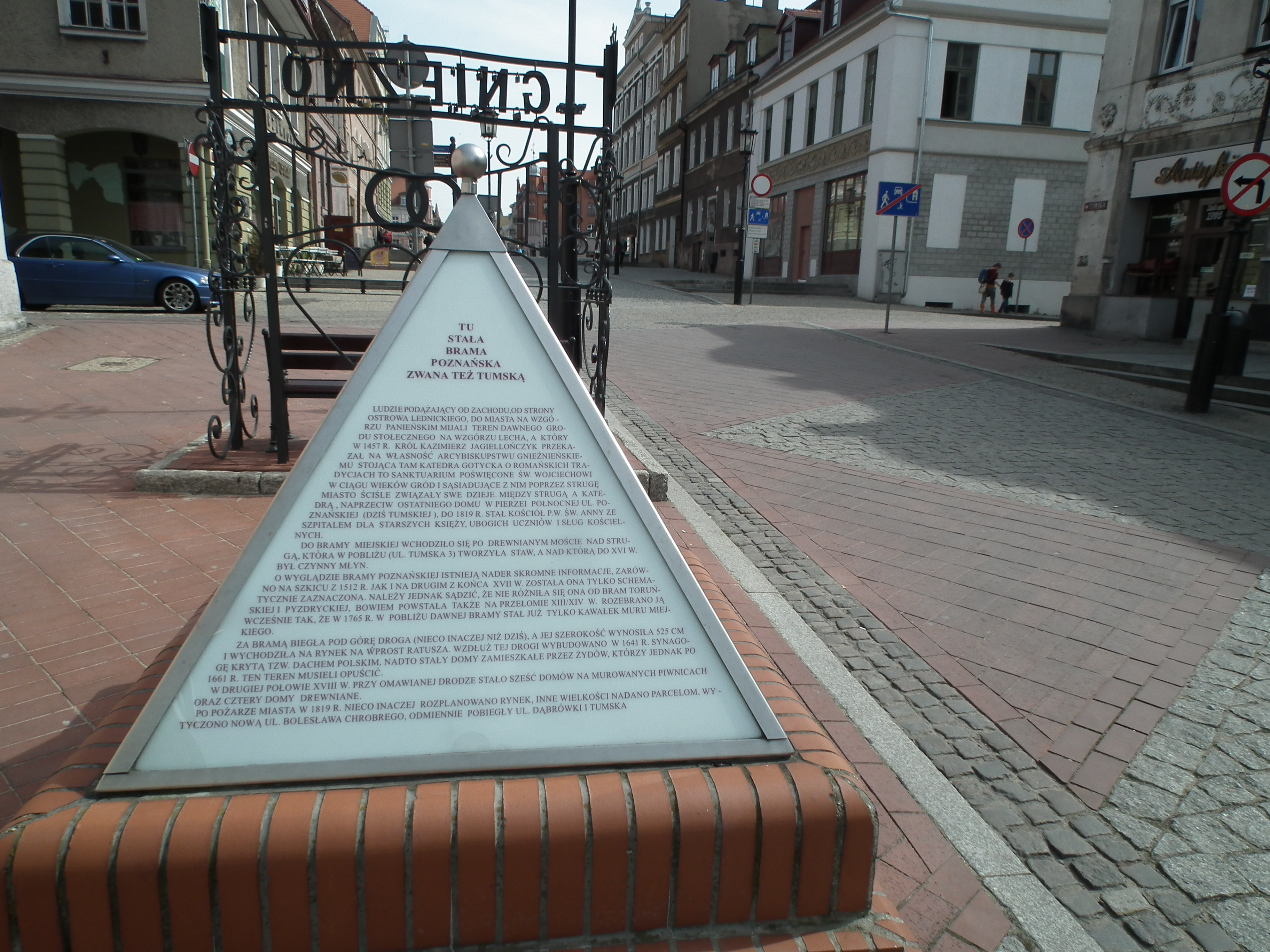
Lokalizacja bramy w ul. Tumskiej

Brama Poznańska (także: Tumska) – nieistniejąca brama miejska w Gnieźnie.
Brama znajdowała się w ciągu ulicy Tumskiej i stanowiła wjazd do miasta od zachodu, tj. od strony Poznania i Ostrowa Lednickiego. Powstała, podobnie jak pozostałe bramy miejskie Gniezna, na przełomie XIII i XIV wieku. Wjazd prowadził przez drewniany most nad Strugą, w pobliżu istniejącego na niej stawu młyńskiego (młyn działał tu do XVI wieku). O wyglądzie bramy nie zachowały się żadne informacje – została ona jedynie schematycznie zaznaczona na szkicu miasta z 1512 oraz na podobnym dziele z końca XVII wieku. Została rozebrana stosunkowo wcześnie, bowiem w 1765 stał już tylko kawałek muru sąsiadującego z bramą. Od bramy prowadziła pod górkę droga, wychodząca wprost na ratusz zlokalizowany w Rynku. Po pożarze z 1819 rozplanowanie i siatka ulic w tym rejonie uległa poważnym zamianom.